# Quarta-feira
A quarta-feira é um dia útil considerado o quarto dia da semana, seguindo a terça-feira e precedendo a quinta-feira.
| 1° dia  | 2° dia        | 3° dia      | 4° dia       | 5° dia       | 6° dia      | último dia |
| Domingo | Segunda-feira | Terça-feira | Quarta-feira | Quinta-feira | Sexta-feira | Sábado     |

Por ordenação de trabalho e lazer e pela normalização ISO, a quarta-feira é considerada o terceiro dia da semana, sendo assim na maioria dos calendários em todo o mundo.
| 1° dia        | 2° dia      | 3° dia       | 4° dia       | 5° dia      | 6° dia | último dia |
| Segunda-feira | Terça-feira | Quarta-feira | Quinta-feira | Sexta-feira | Sábado | Domingo    |

A palavra é originária do latim Quarta Feria, que significa "quarta feira", e de mesma acepção existe em galego (corta feira / cuarta feira), mirandês (quarta) e tétum (loron-kuarta).
Povos pagãos antigos reverenciavam seus deuses dedicando este dia ao astro Mercúrio o que originou outras denominações, em português antigo mércores,[carece de fontes?] em espanhol diz-se miércoles, no italiano mercoledì e em francês mercredi, com os significados de "Mercúrio" e "dia de Mercúrio". Em inglês diz-se Wednesday, "dia de Woden" e em sueco onsdag, "dia de Odin".
Para a Igreja Católica, a quarta-feira é o dia para se rezar pelos enfermos. Na quarta-feira, bem como no domingo, geralmente são recitados os mistérios gloriosos do santo Rosário.
Nos países nórdicos, existe uma tradição de considerar a quarta-feira como um "pequeno sábado", ou seja, um "dia de bebida". Muitas discotecas e bares ficam abertos até tarde e oferecem muitos tipos de "pequenos especiais de sábado" como shows de música e bebidas especiais. Atualmente, essa tradição foi abraçada por vários países europeus.
Nos EUA, a quarta-feira é considerada um "hump day" (literalmente, "dia da corcunda"), já que quarta-feira é o segundo pior dia da semana, atrás da segunda - quando você está quase acabado, mas ainda falta muito tempo para o fim de semana.

## Origem dos nomes dos dias da semana
Os nomes dos dias da semana em português têm a sua origem na liturgia católica. Na maior parte das outras línguas românicas, a sua origem são nomes de deuses pagãos romanos aos quais os dias eram dedicados, neste caso a quarta-feira era dedicada a divindade romana Mercúrio (este por sua vez inspirado no deus grego Hermes). No caso de muitas línguas germânicas, como o inglês, houve um processo de interpretação germânica do significado do termo em latim "Mercurii dies" ("dia de Mercúrio") que levou o deus germânico Odin (também chamado Woden) ser equiparado a Mercúrio. A única exceção parece ser a língua alemã, o nome alemão do dia, Mittwoch (literalmente: "no meio da semana"), substituiu o antigo nome Wodenstag ("o dia de Wodan") no século X. Em japonês, a palavra para quarta-feira é 水曜日(sui youbi), que significa 'dia da água' e está associada a 水星 (suisei): Mercúrio (o planeta), que significa literalmente "estrela d'agua".
Na gíria quarta-feira é usada para designar pessoas que demoram para entender as coisas, sonsa.

## Quarta-feira em outros idiomas
| Idioma         | Nome                 | Significado                   |
| Alemão         | Mittwoch             | Média semana                  |
| Espanhol       | Miércoles            | Mercúrio                      |
| Catalão        | Dimecres             | Dia de Mercúrio               |
| Dousha         | Miekonna             | Dia de Mercúrio               |
| Esperanto      | Merkredo             | Dia de Mercúrio               |
| Francês        | Mercredi             | Dia de Mercúrio               |
| Galego         | Mércores             | Mercúrio                      |
| Italiano       | Mercoledì            | Dia de Mercúrio               |
| Veneto         | Mèrcore              | Mercúrio                      |
| Romeno         | Miercuri             | Mercúrio                      |
| Inglês         | Wednesday            | Dia de Woden                  |
| Sueco          | Onsdag               | Dia de Odin                   |
| Neerlandês     | Woensdag             | Dia de Woden                  |
| Dinamarquês    | Onsdag               | Dia de Odin                   |
| Lituano        | Trečiadienis         | Terceiro da semana            |
| Finlandês      | Keskiviikko          | Média semana                  |
| Japonês        | 水曜日 (Suiyōbi)     | Dia da Água e dia de Mercúrio |
| Chinês         | 星期三 (xīng qī sān) | Três da semana                |
| Basco          | Asteazken            | Último da semana              |
| Latim clássico | Dies Mercurii        | Dia de Mercúrio               |
| Grego moderno  | Τετάρτη              | Quarta [da semana]            |
| Hebraico       | יום רביעי            | Quarta [da semana]            |